# Vol TACA 110
Le vol TACA 110 est un vol régulier assuré par la compagnie d'Amérique centrale TACA Airlines, reliant San Salvador à La Nouvelle-Orléans, avec une escale prévue à Belize City. Le 24 mai 1988, le Boeing 737-300 a perdu la puissance de ses deux réacteurs CFM56-3 lors de sa descente vers l'aéroport de destination et alors qu'il traversait une zone orageuse. 
Le commandant de bord, Carlos Dardano, et son copilote ont réussi à poser l’avion manuellement sur un polder herbeux d’une région marécageuse à l’est de la Nouvelle-Orléans. L'accident n'a entrainé aucune victime, ni blessé. Mis à part les moteurs, l'avion n'a subi que des dégâts mineurs.

## Contexte des faits
L’appareil, un Boeing 737-3TO (immatriculation N75356, numéro de série 23838), était le 1505e Boeing 737 construit. Mis en service cinq mois plus tôt, le 26 janvier 1988, il avait été acquis en mai 1988 par la compagnie TACA Airlines via la société Polaris Aircraft Leasing. La TACA l’exploitait donc depuis deux semaines.
Le jour de l’incident, il décolle sans problème de l’aéroport international Philip S. W. Goldson au Belize et vole normalement au-dessus du golfe du Mexique en direction de la côte de Louisiane.
Le commandant du vol, Carlos Dardano, est tout juste âgé de 29 ans mais détient déjà 13 410 heures de vol, dont 11 000 en tant que commandant de bord. Il est à noter qu'il a perdu l’usage de l'œil gauche quelques années plus tôt à la suite d'une plaie par balle à bord d’un petit avion au Salvador, en pleine guerre civile. Le copilote, Dionisio Lopez, est aussi un pilote expérimenté, comptabilisant plus de 12 000 heures de vol à son actif. Un pilote instructeur, le commandant Arturo Soley, occupe également le cockpit afin de vérifier les performances du nouveau 737.

## L’incident
Pendant la descente depuis le niveau 350 (35 000 pieds, 11 000 mètres d’altitude) en prévision de l’atterrissage imminent à l’aéroport de Moisant Field de la Nouvelle Orléans (aujourd'hui aéroport Louis-Armstrong), les pilotes ont remarqué sur leur parcours des zones d’orage et de pluies de moyenne abondance, représentées par des signaux verts et jaunes sur leur radar météo, en plus de « cellules rouges isolées » indiquant la présence de fortes précipitations de part et d’autre de la trajectoire prévue.
Alors que le vol pénètre une zone de nuages au niveau 300 (30 000 pieds, 9 100 mètres), l’équipage enclenche « l’allumage continu » et le système anti-givre afin de protéger les turboréacteurs des effets de la pluie et de la grêle, l’un et l’autre pouvant entraîner l’extinction des moteurs et donc une perte totale de puissance. En dépit d’une route supposée éviter les deux zones de fortes précipitations vues sur le radar, l’équipage doit faire face à de fortes pluies, de la grêle et de fortes turbulences. 
En franchissant les 16 500 pieds (5 000 mètres), les 2 moteurs s’arrêtent brutalement, laissant l’avion planer sans poussée ni électricité. Les pilotes décident de démarrer le groupe auxiliaire de puissance (APU) pour récupérer de l’énergie électrique. Lors du passage sous les 10 500 pieds (3 200 mètres), le courant est rétabli. Les pilotes ne réussissent pas à redémarrer les réacteurs grâce à la rotation sous l’effet du flux d’air généré par la vitesse de descente, mais arrivent néanmoins à les remettre en route grâce à l’énergie fournie par l’APU.
Malheureusement, les réacteurs sont incapables de monter en puissance afin de fournir une puissance significative de poussée. Au lieu de cela, ils montrent des signes de surchauffe et doivent être une nouvelle fois stoppés afin d’éviter leur destruction définitive.

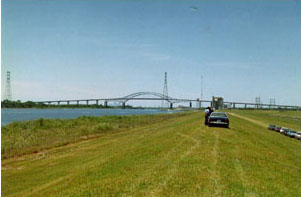
Site de l'atterrissage du vol 110.

Incapables de rejoindre l’aéroport de destination distant de quelques dizaines de kilomètres, les pilotes décident d’amerrir sur un canal avant de choisir au dernier moment une zone herbeuse plane, située à proximité du centre d’assemblage de la NASA de Michoud, à l’est de la Nouvelle Orléans. L’atterrissage, trains sortis, se déroule extrêmement bien, ne faisant aucune victime humaine et très peu de dégâts matériels.

## Enquête et recommandations

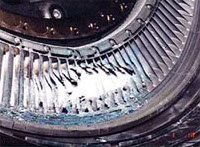
Détail des dégâts sur le réacteur droit.

Les enquêteurs du Conseil national de la sécurité des transports américain (NTSB) ont découvert que l’avion a involontairement traversé une zone orageuse de niveau 4 et que l’absorption massive d’eau a causé l’extinction des deux réacteurs CFM 56. Ces derniers étaient pourtant certifiés conformément aux normes de la Federal Aviation Administration (FAA) pour la résistance à ce type de risque.
Cependant les tests de certification s’effectuent sur des moteurs fonctionnant à haut régime, or, dans le cas du vol TACA 110, la puissance des réacteurs était diminuée du fait de la descente de l’avion avant l’atterrissage. Les tests en soufflerie ont révélé ensuite que l’absorption de grande quantité d’eau entrainait l’extinction d’un réacteur fonctionnant à bas régime, situation inédite dans laquelle le 737 se trouvait.
L’examen de l’appareil révèle également des impacts de grêle sur le fuselage et des dommages importants de la turbine du réacteur droit (no 2) liés à la surchauffe du réacteur.
Afin d’éviter la répétition d’un tel problème, le motoriste CFM International a modifié le réacteur CFM56 en lui ajoutant un capteur permettant de maintenir la combustion du carburant dans la chambre de combustion même sous de fortes contraintes d’eau et de grêle. D’autres modifications ont été effectuées au niveau du cône de nez du réacteur et de l’espacement des pales de la soufflante afin de détourner un maximum de grêlons en dehors du cœur du réacteur. Enfin, des trappes d’écoulement ont été ajoutées à la base du réacteur afin d’évacuer plus d’eau du moteur.

## Remise en service
Pour déplacer l’avion, une solution de démontage des ailes et d’un transport par barge vers une structure de réparation a d'abord été retenue. Elle a été abandonnée au profit d’un redécollage de l’avion sur zone, depuis une route d’accès proche, après réparation du moteur 1 et remplacement du moteur 2. Des pilotes d’essai sont chargés de réaliser cette tâche délicate. Allégé en carburant et dépourvu de passagers, l’avion a redécollé sur 300 mètres environ avant de rejoindre enfin l’aéroport de Moisant où des réparations plus complètes ont été réalisées.

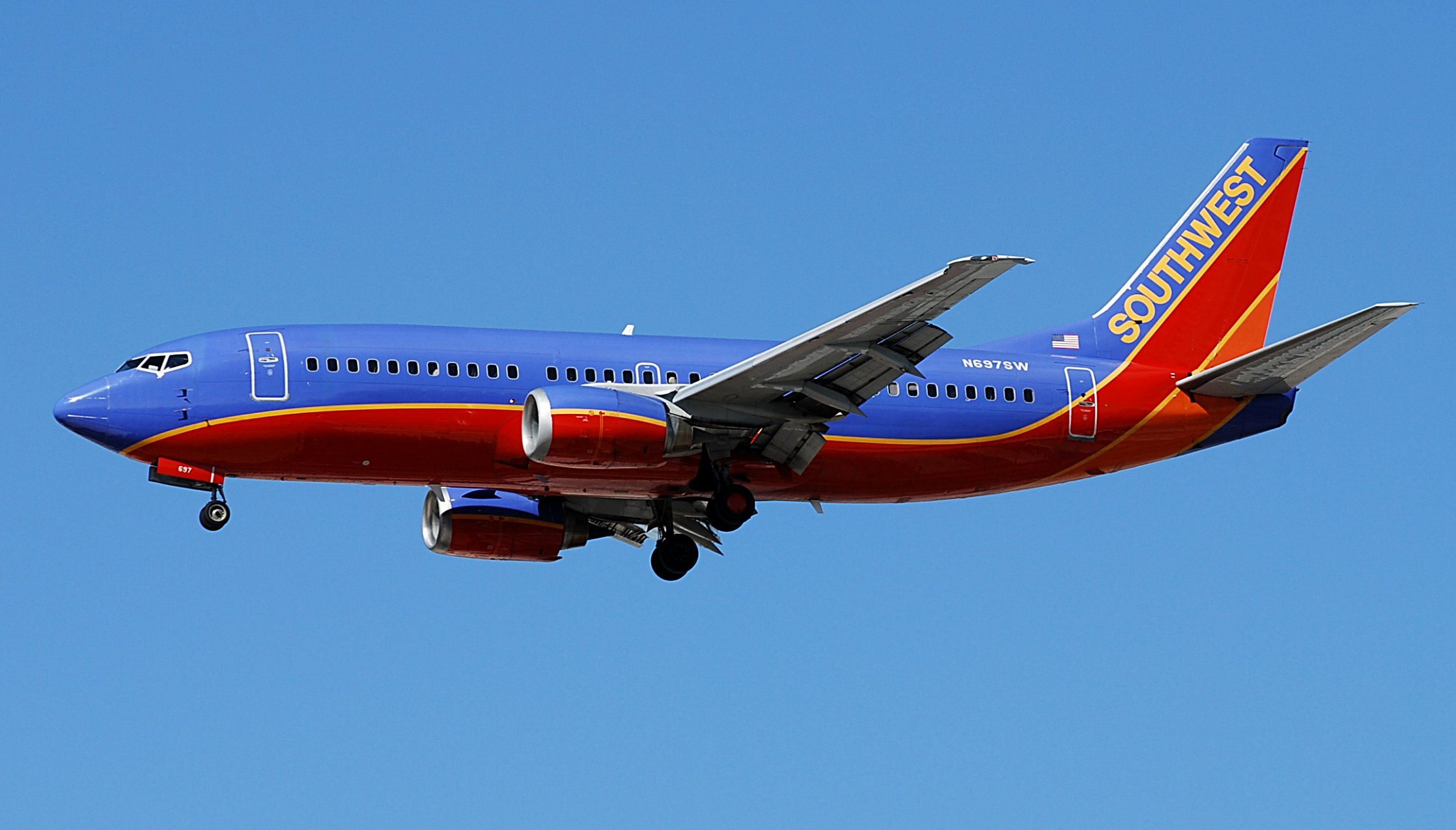
Le 737 impliqué, après sa remise en service, ici opérant chez Southwest Airlines (N697SW) en septembre 2010.

Il a ensuite repris du service, pendant quelques années en Amérique Centrale puis dans le low cost américain avant de rejoindre en 1995 les couleurs de Southwest Airlines avec le matricule N697SW, qu'il conservera jusqu'à sa retraite le 2 décembre 2016, passée au repos à Pinal Airpark,.

## Médias
L'accident a fait l'objet d'un épisode dans la série télé Air Crash nommé « Atterrissage extrême » (saison 11 - épisode 11).